# Rudolf Gyger
Rudolf Gyger   (Basilea, 16 d'abril de 1920 - febrer 1996) fou un futbolista suís de la dècada de 1940.

## Trajectòria
Fou jugador el FC Cantonal Neuchâtel i de la selecció de Suïssa, amb la qual disputà el Mundial del Brasil 1950.